# Poropuntius bantamensis
Poropuntius bantamensis är en fiskart som först beskrevs av Hialmar Rendahl 1920.  Poropuntius bantamensis ingår i släktet Poropuntius och familjen karpfiskar. IUCN kategoriserar arten globalt som livskraftig. Inga underarter finns listade i Catalogue of Life.